# Södingberg
Södingberg ist eine Ortschaft mit 759 Einwohnern (Stand 1. Jänner 2024) und Katastralgemeinde im Gerichtsbezirk bzw. Bezirk Voitsberg in der Steiermark (Österreich).
Södingberg war bis 2015 auch eine selbständige Gemeinde, wurde aber am 1. Jänner 2015 im Rahmen der Gemeindestrukturreform in der Steiermark mit der Gemeinde Geistthal zusammengeschlossen, wobei die neu entstandene Gemeinde nun den Namen „Geistthal-Södingberg“ führt.

## Geografie
Södingberg liegt westlich von Graz. Die ehemalige Gemeinde bestand aus der einzigen Katastralgemeinde und Ortschaft Södingberg.

## Historische Landkarten

Das Gebiet von Södingberg in Landesaufnahmen der Zeit von circa 1789 bis 1910
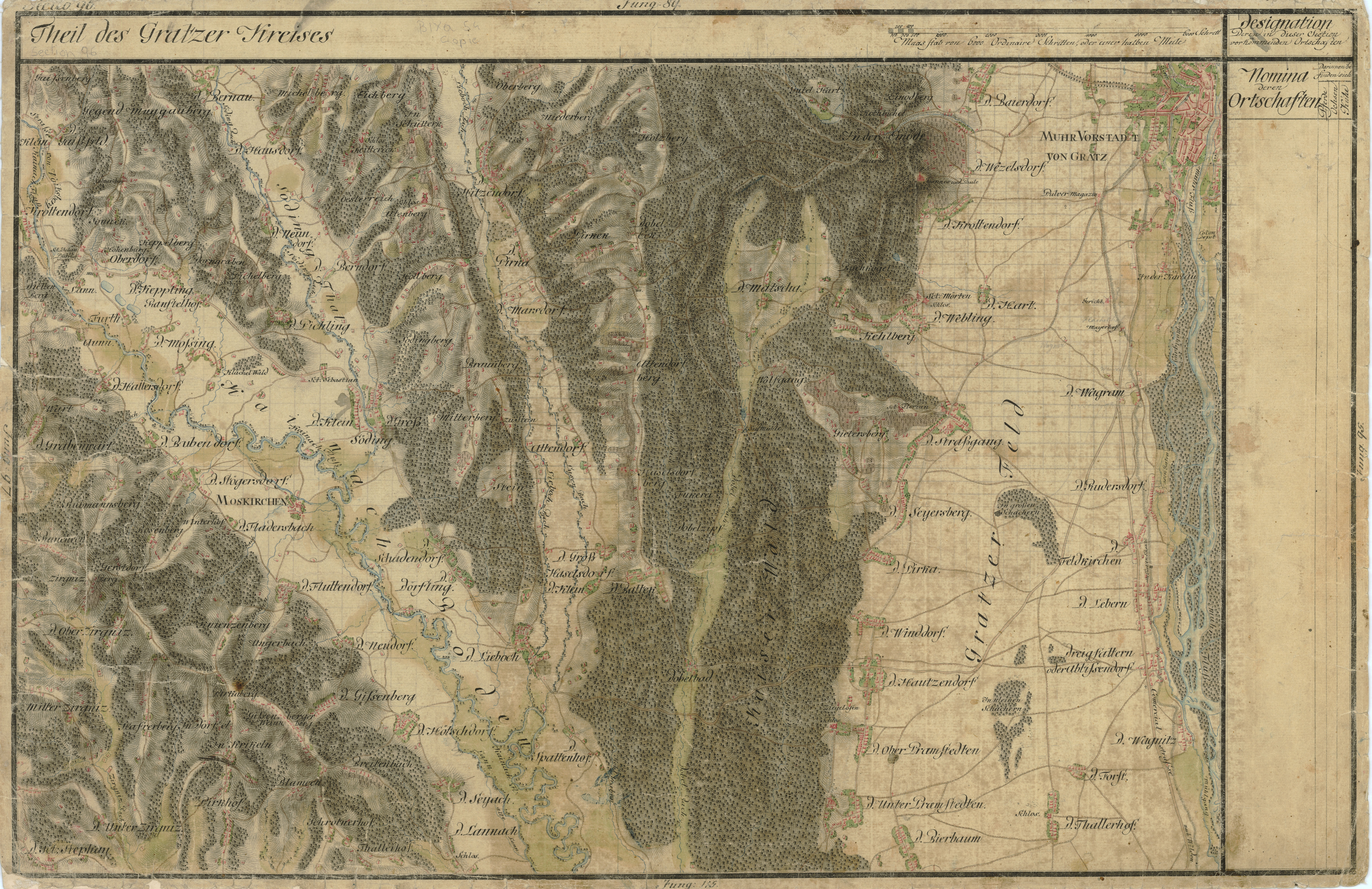
Södingberg in der Josephinischen Landesaufnahme um 1790
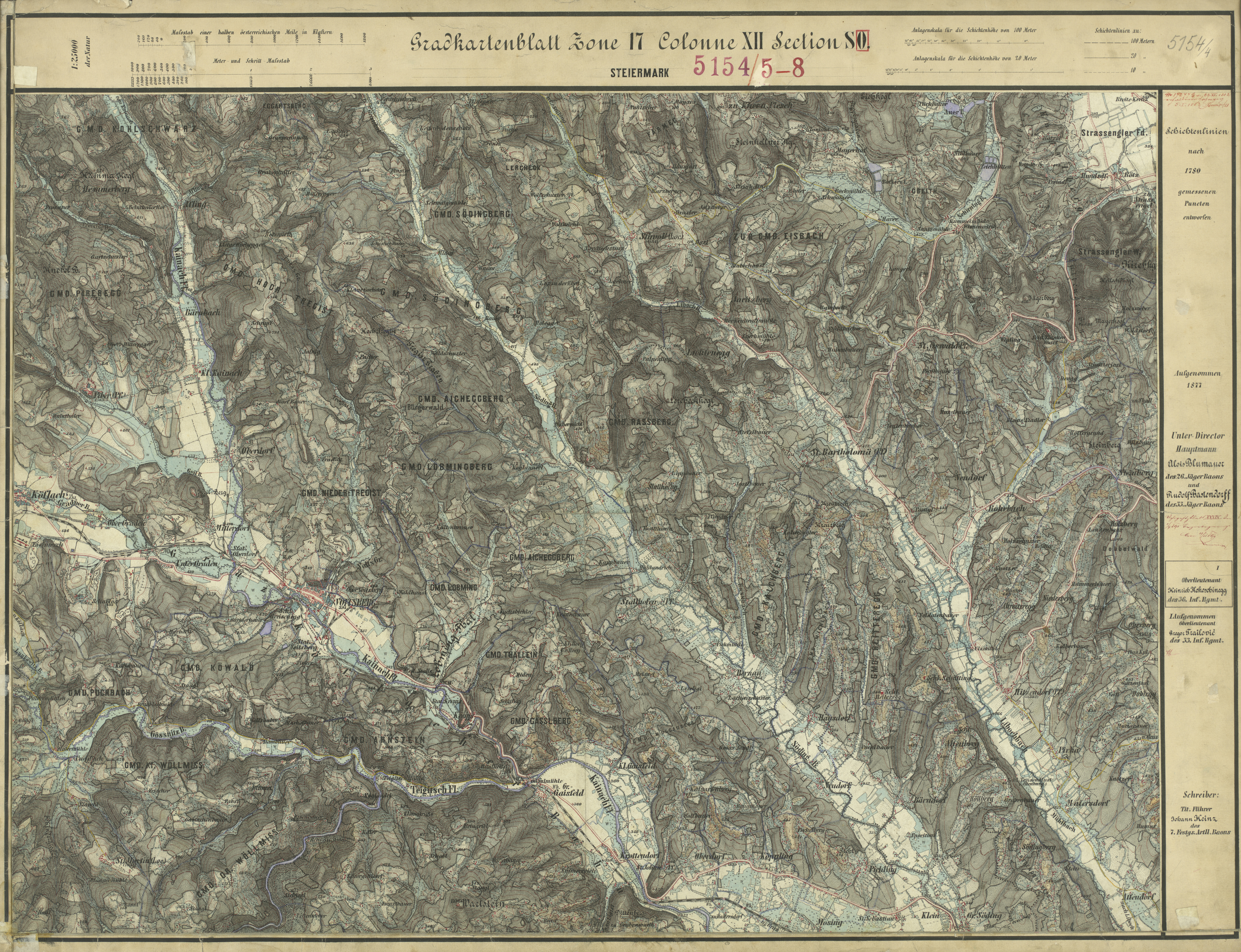
Södingberg am Nordrand des Kainachtals, Aufnahmeblatt der Landesaufnahme um 1878

## Persönlichkeiten
- Franz Weiss (1921–2014), in Södingberg geborener Maler und Bildhauer